# Punt de l'infinit

Fig. 1: la recta projectiva real (ℝP¹), amb el punt de l'infinit, genera una corba tancada

El punt de l'infinit, punt a l'infinit o punt impropi és una entitat topològica i geomètrica que s'introdueix a manera de tancament o frontera infinita del conjunt dels nombres reals. Quan s'afegeix a la recta real, genera una corba tancada (vegeu fig. 1) coneguda com a recta projectiva real, {\displaystyle \mathbb {R} P^{1}}, que no és equivalent a la recta real ampliada, que té dos punts diferents en l'infinit:

{\displaystyle {\overline {\mathbb {R} }}=\mathbb {R} \cup \{\infty \}}

## Topologia T
Perquè el punt de l'infinit representi efectivament l'infinit real es defineix en {\displaystyle {\overline {\mathbb {R} }}} la topologia {\displaystyle {\overline {T}}} formada per tots els conjunts:
- A, que són oberts de {\displaystyle \mathbb {R} }
- B, que són complementaris de conjunts compactes (tancats i fitats) de {\displaystyle \mathbb {R} }

Els conjunts A són els oberts de {\displaystyle {\overline {\mathbb {R} }}} que no contenen el {\displaystyle \infty }, mentre que els conjunts B són els que sí el contenen.
Sigui {\displaystyle x_{n}\in \mathbb {R} } una successió de nombres reals tals que {\displaystyle \lim _{n\to \infty }x_{n}=\infty }. Dins del conjunt dels nombres reals, això vol dir únicament que:

{\displaystyle \forall K>0\ \exists m\in \mathbb {N} |si\ n>m\Rightarrow x_{n}\notin [-K,K]}

Però aquesta mateixa condició implica en {\displaystyle {\overline {\mathbb {R} }}} que:

{\displaystyle \forall B|\infty \in B\ \exists m\in N|si\ n>m\Rightarrow x_{n}\in B}

És a dir, que en {\displaystyle {\overline {\mathbb {R} }}} s'escriu també {\displaystyle \lim _{n\to \infty }x_{n}=\infty }. No obstant això, només en {\displaystyle {\overline {\mathbb {R} }}} es pot dir que la successió {\displaystyle x_{n}\,} convergeix, ja que {\displaystyle \infty \notin \mathbb {R} } .

## En el pla complex
El punt de l'infinit també pot afegir-se al pla complex, {\displaystyle \mathbb {C} ^{1}}, de manera que es transformi en una superfície tancada (vegeu fig. cp1 i fig. cp2), la recta projectiva complexa {\displaystyle \mathbb {C} P^{1}}, també anomenada esfera de Riemann, una esfera sobre el pla complex i des del pol superior del qual es projecta la resta de punts de l'esfera sobre el pla complex D'aquesta manera, s'estableix una bijectivitat en la qual a cada punt de l'esfera en correspon un del pla complex. L'homòleg del punt des del qual projectem estereogràficament es converteix en el punt de l'infinit.

## Rectes paral·leles en ℝ²
Igual que dues rectes assecants comparteixen un punt, dues rectes paral·leles comparteixen una direcció, per la qual cosa aquestes direccions també són conegudes com a punts impropis d'aquestes rectes en les quals es troben. Per exemple, en {\displaystyle \mathbb {R} ^{2}} no és possible determinar amb exactitud la posició del punt de l'infinit mitjançant unes coordenades absolutes {\displaystyle (x,y)\,}. Per aconseguir-ho, s'acudeix a les coordenades homogènies {\displaystyle (x',y',w)\,}, en què {\displaystyle x'\,} i {\displaystyle y'\,} representen la direcció del vector director de la recta. Les anteriors coordenades absolutes {\displaystyle (x,y)\,} venen donades per:

{\displaystyle (x,y)=({x' \over w},{y' \over w})}

El punt {\displaystyle (4,6)\,} podria representar-se, per exemple, com {\displaystyle (8,12,2)\,} o com {\displaystyle (2,3,{\tfrac {1}{2}})}. La representació del punt de l'infinit s'obté igualant {\displaystyle w=0\,}, així:

{\displaystyle (x',y',0)\,}

El punt de l'infinit de l'eix OX seria el {\displaystyle (1,0,0)\,}, el {\displaystyle (2,0,0)\,}, etc.